# 西马街道 (揭阳市)
西马街道，是中华人民共和国广东省揭阳市榕城区下辖的一个乡镇级行政单位。

## 行政区划
西马街道下辖以下地区：
窖乾社区、新风社区、北市社区、西门社区、西关社区、仙窖社区和西郊社区。